# Alberto II di Brunswick-Lüneburg
Alberto II di Brunswick-Lüneburg detto il Grasso (1268 circa – 22 settembre 1318) fu duca di Braunschweig-Lüneburg dal 1279 fino alla morte.

## Biografia
Secondo figlio di Alberto I di Brunswick-Lüneburg e di sua moglie Alessia del Monferrato. Alberto era ancora molto giovane quando, nel 1279, suo padre venne a mancare. Rimase inizialmente sotto la tutela di suo zio Corrado, principe-vescovo di Verden, e poi di suo fratello maggiore Enrico. Nel 1286 il Principato di Wolfenbüttel fu diviso tra i tre figli di Alberto I. Alberto II ricevette le aree intorno a Gottinga, Minden, Northeim, Calenberg e Hannover. Scegliendo Gottinga come sua residenza, il suo principato assunse il medesimo nome. Nel 1292, la morte senza figli di Guglielmo, il fratello minore, scatenò una lotta di successione tra Alberto ed Enrico, che cercarono di impossessarsi del principato del fratello defunto, che consisteva in ristretti territori intorno a Brunswick e Wolfenbüttel. Alla fine Alberto ebbe la meglio, riacquisendo il titolo di Principe di Wolfenbüttel e mantenendolo fino alla sua morte, il 22 settembre 1318.

## Matrimonio e discendenza
Nel 1284 Alberto sposò Rixa, figlia di Enrico I di Werle e di Rikissa Birgersdotter di Svezia.
- Adelaide (1290–1311), sposò Giovanni, langravio d'Assia Inferiore;
- Richenza, Badessa di Gandersheim (1298 - 26 aprile 1317);
- Matilde (1293 - 1º giugno 1356);
- Jutta (1309 – 1332);
- Ottone, principe di Wolfenbüttel (24 giugno 1292 – 30 agosto 1344);
- Lotario, cavaliere teutonico;
- Alberto, Vescovo di Halberstadt (... - 1358);
- Enrico, Vescovo di Hildesheim (... - 1362);
- Magnus I principe di Wolfenbüttel (1304 - 1369);
- Ernesto I, principe di Gottinga.

## Ascendenza
|                                      |                             |                            | Genitori                 |  |  | Nonni |  |  | Bisnonni                |  |  | Trisnonni       |  |
|                                      |                             |                            |                          |  |  |       |  |  | Guglielmo di Winchester |  |  | Enrico il Leone |  |
|                                      |                             |                            |                          |  |  |       |  |  | Guglielmo di Winchester |  |  | Enrico il Leone |  |
|                                      |                             | Matilde d'Inghilterra      |                          |  |  |       |  |  | Guglielmo di Winchester |  |  |                 |  |
| Ottone I di Brunswick-Lüneburg       |                             |                            |                          |  |  |       |  |  | Guglielmo di Winchester |  |  |                 |  |
|                                      |                             | Elena di Danimarca         | Valdemaro I di Danimarca |  |  |       |  |  |                         |  |  |                 |  |
|                                      |                             | Elena di Danimarca         | Valdemaro I di Danimarca |  |  |       |  |  |                         |  |  |                 |  |
|                                      |                             | Elena di Danimarca         | Sofia di Minsk           |  |  |       |  |  |                         |  |  |                 |  |
| Alberto I di Brunswick-Lüneburg      |                             | Elena di Danimarca         |                          |  |  |       |  |  |                         |  |  |                 |  |
|                                      |                             | Alberto II di Brandeburgo  | Ottone I di Brandeburgo  |  |  |       |  |  |                         |  |  |                 |  |
|                                      |                             | Alberto II di Brandeburgo  | Ottone I di Brandeburgo  |  |  |       |  |  |                         |  |  |                 |  |
|                                      |                             | Alberto II di Brandeburgo  | Giuditta di Polonia      |  |  |       |  |  |                         |  |  |                 |  |
| Matilda del Brandeburgo              |                             | Alberto II di Brandeburgo  |                          |  |  |       |  |  |                         |  |  |                 |  |
|                                      |                             | Matilda di Lusazia         | Corrado II di Lusazia    |  |  |       |  |  |                         |  |  |                 |  |
|                                      |                             | Matilda di Lusazia         | Corrado II di Lusazia    |  |  |       |  |  |                         |  |  |                 |  |
|                                      |                             | Matilda di Lusazia         | Elzbieta di Polonia      |  |  |       |  |  |                         |  |  |                 |  |
| Alberto II di Brunswick-Wolfenbüttel |                             | Matilda di Lusazia         |                          |  |  |       |  |  |                         |  |  |                 |  |
|                                      | Guglielmo VI del Monferrato | Bonifacio I del Monferrato |                          |  |  |       |  |  |                         |  |  |                 |  |
|                                      | Guglielmo VI del Monferrato | Bonifacio I del Monferrato |                          |  |  |       |  |  |                         |  |  |                 |  |
|                                      | Guglielmo VI del Monferrato | Elena di Busca             |                          |  |  |       |  |  |                         |  |  |                 |  |
| Bonifacio II degli Aleramici         | Guglielmo VI del Monferrato |                            |                          |  |  |       |  |  |                         |  |  |                 |  |
|                                      |                             | Berta di Clavesana         | Bonifacio di Clavesana   |  |  |       |  |  |                         |  |  |                 |  |
|                                      |                             | Berta di Clavesana         | Bonifacio di Clavesana   |  |  |       |  |  |                         |  |  |                 |  |
|                                      |                             | Berta di Clavesana         | …                        |  |  |       |  |  |                         |  |  |                 |  |
| Alessia del Monferrato               |                             | Berta di Clavesana         |                          |  |  |       |  |  |                         |  |  |                 |  |
|                                      |                             | Amedeo IV di Savoia        | Tommaso I di Savoia      |  |  |       |  |  |                         |  |  |                 |  |
|                                      |                             | Amedeo IV di Savoia        | Tommaso I di Savoia      |  |  |       |  |  |                         |  |  |                 |  |
|                                      |                             | Amedeo IV di Savoia        | Margherita di Ginevra    |  |  |       |  |  |                         |  |  |                 |  |
| Margherita di Savoia                 |                             | Amedeo IV di Savoia        |                          |  |  |       |  |  |                         |  |  |                 |  |
|                                      |                             | Margherita di Borgogna     | Ugo III di Borgogna      |  |  |       |  |  |                         |  |  |                 |  |
|                                      |                             | Margherita di Borgogna     | Ugo III di Borgogna      |  |  |       |  |  |                         |  |  |                 |  |
|                                      |                             | Margherita di Borgogna     | Beatrice d'Albon         |  |  |       |  |  |                         |  |  |                 |  |
|                                      |                             | Margherita di Borgogna     |                          |  |  |       |  |  |                         |  |  |                 |  |